# Una vita difficile
Una vita difficile è un film del 1961 diretto da Dino Risi.
Il film è stato inserito fra i 100 film italiani da salvare.
La scena del matrimonio di Alberto Sordi e Lea Massari e quella successiva girata in Piazza del Campidoglio a Roma, dove viene annunciato l'attentato a Palmiro Togliatti, furono girate l'11 ottobre 1961.

## Trama

Ennio Balbo in una scena del film

Nel 1944, nel pieno della Seconda guerra mondiale,  il romano Silvio Magnozzi, che fino all'armistizio dell'8 settembre aveva combattuto col grado di sottotenente nelle file del Regio Esercito nei pressi del lago di Como, si trova a combattere al seguito dei gruppi partigiani locali contro le forze nazifasciste. Cercando un rifugio per nascondersi dopo un'azione partigiana, viene inviato in un albergo per prendere contatto con la padrona, la signora Amalia Pavinato. Qui Silvio viene però scoperto da un soldato tedesco che intende fucilarlo sul posto, ma Elena, la figlia della proprietaria dell'albergo, gli salva la vita uccidendo il tedesco con un ferro da stiro. Inoltre, la ragazza indica al partigiano un luogo sicuro dove dormire e ripararsi dalle rappresaglie tedesche: il mulino che era di proprietà dei suoi defunti nonni.
Silvio, pur essendo fermo sulle sue idee della lotta armata contro le forze occupanti nemiche, non ha però il coraggio di riunirsi ai partigiani e per alcuni mesi lui ed Elena vivono da amanti nel mulino. Dopo la liberazione, Silvio torna a Roma, dove trova un modesto impiego come giornalista presso "Il Lavoratore", quotidiano d'ideologia comunista, a tutela della classe operaia. Come giornalista Silvio è fermamente convinto nelle sue idee di sinistra, crede saldamente nell'antifascismo ed è contro il Re, la monarchia e la classe borghese. Al giornale Silvio lavora gomito a gomito con Franco Simonini, amico e compagno di partito. Solo sul finire del 1945 Silvio si reca con Franco nuovamente in Lombardia, per effettuare un servizio giornalistico a Dongo. Confida così all'amico la sua avventura con Elena per poi, un po' perché mosso dalla nostalgia di quel periodo trascorso con la donna, decidere di chiamarla per una "rimpatriata". La donna, inizialmente offesa, si fa però anche lei prendere dai vecchi sentimenti ed accetta perciò di seguirlo a Roma per iniziare una convivenza, sia pure in condizioni di ristrettezze economiche.
Una sera successiva al referendum istituzionale del 1946 un marchese, amico della famiglia di Elena, riconosce la ragazza per le strade di Roma e i due sono invitati a cena in un palazzo appartenente ad aristocratici monarchici e conservatori. Silvio, frenato da Elena, si trattiene a stento dal dichiarare apertamente la sua fede repubblicana pur di non rinunciare a un succulento pasto, finché non viene annunciata dalla radio presente la vittoria della Repubblica e l'indignazione dei presenti, che si ritirano nelle proprie stanze mentre la giovane coppia continua a mangiare contenta per il risultato. 
La vita della coppia, malgrado il matrimonio e l'arrivo di un figlio, procede con difficoltà soprattutto perché Silvio, non intendendo scendere a compromessi con le sue idee, è costretto a un lavoro sottopagato e frustrante. Finisce anche in galera per le sommosse avvenute in occasione dell'attentato a Togliatti del 1948, per le quali viene condannato a due anni e mezzo di prigione. Uscirà a metà del 1950 (nel frattempo in carcere dedica molto tempo alla scrittura di lettere per Elena e di un romanzo autobiografico di matrice politica che vorrebbe chiamare Una vita difficile).
Appena uscito dal carcere scopre immediatamente che il suo amico e collega Simonini, suo compagno d'idee, ha lasciato il posto al giornale per schierarsi dalla parte dei padroni.
Elena inizialmente lo sostiene, ma poi, anche per le esortazioni della propria madre, cerca di convincerlo a prendere una laurea ed a trasferirsi a Cantù-Cermenate, dove, con alcune raccomandazioni messe in moto dalla suocera, gli si procurerebbe un posto fisso presso un'importante azienda della provincia di Como. Silvio rifiuta sia di svolgere un lavoro estraneo al giornalismo sia di lasciare Roma, tuttavia prova ad accontentarla lo stesso tenendo un esame, ma con scarsi risultati; non reggendo la vergogna, la sera stessa si ubriaca, arrivando poi ad insultare Elena, rimproverandola di non averlo mai capito e dichiarandole di aver sempre provato per lei solo attrazione fisica. La donna, sconvolta, sparisce dalla vita di Silvio. Passano due anni e troviamo Silvio intento a vendere, dopo essersi visto rifiutare il manoscritto da tutte le case editrici, il suo romanzo come soggetto per il cinema, nel caso specifico a Cinecittà, dove cerca di proporlo con scarso successo a registi e attori noti. Mentre viene allontanato bruscamente dal set, ha un incontro del tutto fortuito con il marchese amico di Elena già incontrato nel 1946, la sera del referendum. Dal marchese viene a sapere della nuova vita di Elena e Silvio, ancora innamorato della moglie, cerca di fare un ultimo tentativo di riconquistarla recandosi a Viareggio, ma Elena non solo non ha perdonato Silvio, ma ormai ha un altro uomo e non sembra disposta a rinunciare allo stile di vita agiato che ora conduce. A notte alta Silvio, disperato, sfoga la sua amarezza sputando sulle lussuose macchine che circolano nella cittadina toscana: pare che nella nuova Italia del boom economico non ci sia posto per lui e per i suoi ideali di giustizia sociale.
Molto tempo dopo (nel 1961), in Lombardia si svolge il funerale di Amalia, la madre di Elena: Silvio, con sorpresa di tutti, si presenta al volante di una lussuosa automobile, tanto che i presenti sembrano più interessati a guardare la vettura che a seguire il corteo funebre. Silvio prega Elena di perdonarlo ancora, affermando che ha trovato un posto fisso e ha messo da parte le sue idee politiche e le sue velleità di scrittore per cercare la stabilità e la sicurezza economica, come lei e sua madre avevano voluto. Elena si commuove rivedendo il mulino dove avevano passato giorni felici e decide di tornare con lui.
L'affarista Bracci, che ha assunto Silvio come segretario tuttofare, organizza una festa. Silvio, pur potendosi permettere lussi prima inconcepibili, è costretto a svolgere ogni tipo di mansione per conto del suo datore di retribuzione: quest'ultimo non perde occasione di umiliarlo pubblicamente, finché per ridicolizzarlo davanti agli ospiti gli spruzza in faccia un intero sifone di acqua di Seltz. Silvio, non potendo sopportare quest'ultimo affronto subito di fronte ad Elena, che guarda amareggiata la scena, dà uno schiaffone a Bracci facendolo cadere in piscina ed esce di scena sottobraccio alla moglie fiero per la  ritrovata dignità.

## Genesi e produzione
All'origine di quella che molti considerano la più importante commedia all'italiana degli anni Sessanta insieme a Il sorpasso c'è un soggetto in buona parte autobiografico di Rodolfo Sonego, che diceva di identificarsi pienamente nel personaggio interpretato nel film da Alberto Sordi. Quanto al personaggio dell'editore, vi è adombrato, sia pure in modo non esplicito, l'editore e produttore Angelo Rizzoli, secondo Sonego «un uomo, nella sua semplicità, abbastanza sottile, abbastanza crudele»; e i rapporti descritti nel film tra l'aspirante scrittore e il suo potenziale editore sono molto simili a quelli che intercorrevano davvero tra Sonego e Rizzoli, al punto che fu lo stesso Rizzoli a riconoscersi e a dirsi amareggiato per come era stato trattato nel film.
Amici e colleghi di Sonego insistevano perché il personaggio del protagonista, Silvio Magnozzi, fosse interpretato non da un attore essenzialmente comico come Alberto Sordi, ma piuttosto da Marcello Mastroianni, che a quel personaggio assomigliava un poco anche nella vita, mentre Sordi era piuttosto diverso, anche per posizioni politiche. Sonego si oppose fermamente, temendo che Mastroianni avrebbe introdotto nel personaggio e nel film «un certo perbenismo». Per la protagonista femminile, poi impersonata molto bene da Lea Massari, era stata contattata inizialmente Gina Lollobrigida, che però avrebbe voluto un numero di scene uguale a quello di Sordi e fu dunque scartata.
Sonego e Sordi avrebbero preferito che il film si concludesse con un amaro lieto fine, ossia con il protagonista che mette per sempre da parte gli ideali e accetta di vivere nel benessere, di integrarsi nella società "facile" del "miracolo economico". Fu il produttore, Dino De Laurentiis, a insistere perché nel finale il protagonista si riscattasse con un improbabile atto di coraggio.
Le riprese si svolsero, oltre che a Roma, sul Lago di Como a Lenno (Tremezzina) e tra Lierna e Varenna. La famosa scena degli sputi sulle auto, sebbene nel film si dica che è ambientata a Viareggio, fu in realtà realizzata l'8 settembre 1961 sul viale a mare di Ronchi, quartiere di Marina di Massa, davanti al Ristorante "Oliviero".

## Accoglienza
Il film, come ricordava Sonego, piacque molto in Unione Sovietica, non solo per i suoi contenuti, ma «perché è un film profondamente malinconico». E benché Risi non avesse intenzioni politiche in senso stretto, piacque molto, in Italia, anche al segretario del Partito Comunista, Palmiro Togliatti.
Piacque meno ai critici dell'epoca, che lo vedevano troppo sbilanciato sul personaggio di Sordi e sulla sua prestazione virtuosistica di mattatore. Vittorio Spinazzola accusò sceneggiatore e protagonista di avere accumulato situazioni «oscillanti tra la farsa e il melodramma, incentrate su di un personaggio per metà pagliaccesco e per metà commovente». La futura regista Liliana Cavani si dispiacque addirittura che «non si sia rinunciato a scene e immagini in cui non abbonda il pudore». Altri tuttavia si accorsero fin da subito del valore del film e del personaggio di Sordi, secondo il critico e scrittore Giuseppe Marotta «pusillanime e coraggioso, pigro e attivissimo, furbo e ingenuo, scettico e fiducioso, timido e sfrontato, puerile e ostinato, fermo e incoerente, [...] il più genuino e complesso ritratto di ragazzo del Sud che mi abbia mai commosso, divertito e incantato da uno schermo».
Con il tempo, poi, il film è stato ampiamente rivalutato, come opera «tra le più alte nel lungo itinerario del cinema risiano», oltre che «una delle più alte vette della carriera di Alberto Sordi», un film «disseminato di mille spunti riusciti, situazioni e quadri pungenti, precisi, in cui si sente il respiro dell'autenticità e dell'acuta osservazione in chiave satirica». Secondo Valerio Caprara, «è uno dei classici che definiscono la storia degli italiani. [...] Quello che sprezzanti critici chiamano “mestiere” diventa, in Una vita difficile, la capacità magistrale di braccare l’universale nel particolare, di chiedere il segreto della vita alle maschere e non all’elegia, di sfidare la commozione col ghigno».. Secondo Enrico Giacovelli, al di là dell'ottimo copione di Sonego non bisogna dimenticare i grandi meriti di Dino Risi, «maestro del particolare illuminante, dello schizzo fulmineo, della sintesi, del saper calcolare la durata giusta e la tenuta massima di ogni inquadratura, il momento fino a cui la corda può reggere. La sequenza di Sordi che sputa sulle automobili del boom – prevista solo in parte dal copione originario – è tra le più perfette del cinema italiano». Nonostante l'ampiezza dell'arco narrativo (vent'anni di storie e di Storia), il film è molto immediato, «un romanzo scritto in stile giornalistico, alla Maupassant; o, a scelta, una serie di pezzi di cronaca raccontati come un romanzo, alla Fitzgerald».
A Una vita difficile si rifaranno negli anni successivi altre commedie che racconteranno la storia d'Italia attraverso le vicende private di alcuni personaggi-simbolo: da Il padre di famiglia di Nanni Loy (1967) a C'eravamo tanto amati di Ettore Scola (1974), film quest'ultimo che riassumerà il percorso «non di uno ma di tre Magnozzi».

## Curiosità sugli attori
Appaiono nel film per pochi secondi, nel ruolo di se stessi, Alessandro Blasetti, Silvana Mangano e Vittorio Gassman (che ricordava di avervi partecipato a titolo gratuito).
Lea Massari ottenne nel 1962 uno speciale David di Donatello che premiava la sua interpretazione sia di questo film che di un coevo film sempre a sfondo storico, I sogni muoiono all'alba di Mario Craveri, Enrico Gras e Indro Montanelli.
L'attore che impersona il soldato tedesco ucciso da Elena con il ferro da stiro, Borante Domizlaff, durante la seconda guerra mondiale fu realmente un militare tedesco, servendo nel servizio di sicurezza (SD) delle SS fino al grado di maggiore (SS-Sturmbannführer). Durante l'occupazione tedesca di Roma, Domizlaff partecipò all'organizzazione e all'esecuzione dell'eccidio delle Fosse Ardeatine agli ordini del tenente colonnello Herbert Kappler; fu quindi uno degli imputati nel processo per l'eccidio celebrato nel dopoguerra, che si concluse in primo grado nel 1948 con la condanna all'ergastolo del solo Kappler (poi confermata in secondo grado e passata in giudicato) e l'assoluzione dei suoi subordinati.